# Foveolocyathus verconis
Foveolocyathus verconis is een rifkoralensoort uit de familie van de Turbinoliidae. De wetenschappelijke naam van de soort is voor het eerst geldig gepubliceerd in 1904 door Dennant.